# TAT-14

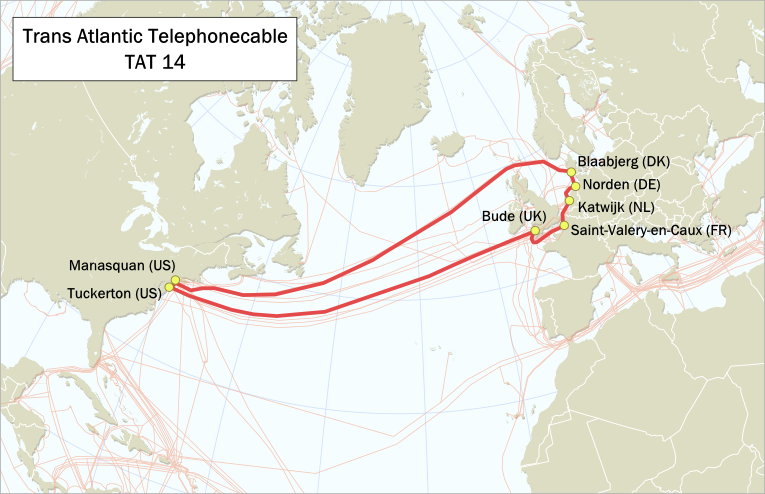
TAT-14

TAT-14 — трансатлантична лінія 14-го покоління. Запущена в експлуатацію в 2001 році, з використанням спектральних ущільнювачів. Кабельна система побудована з кількох пар волокон, які працюють в одному напрямку. Хоча оптичні волокна здатні передавати в обох напрямках одночасно, однак для надійності це не реалізовано. TAT-14 використовує чотири пари волокон — 2 пари як активні і 2 як резервні. У кожній волоконній парі поширюються 16 довжин хвиль в одному напрямку, і кожна хвиля несе STM-64 (9621504 кбіт/с як корисне навантаження). Нині система з'єднує США і Європейський Союз (Велика Британія, Франція, Нідерланди, Німеччина та Данія). Повторювачі EDFA в TAT-14 стоять кожні 50—70 км. Максимальна пропускна здатність: 1280 Гбіт/с.

## Поломки
У листопаді 2003 TAT-14 був пошкоджений, що викликало проблеми в наданні послуг Інтернету у Великій Британії.